# Pteronotus personatus
Pteronotus personatus es una especie de murciélago de la familia Mormoopidae.

## Distribución geográfica
Se encuentra en América Central y el norte de América del Sur, excepto en la región amazónica.